# 1245 Calvinia
1245 Calvinia је астероид главног астероидног појаса са пречником од приближно 26,84 .
Афел астероида је на удаљености од 3,119 астрономских јединица (АЈ) од Сунца, а перихел на 2,668 АЈ.
Ексцентрицитет орбите износи 0,077, инклинација (нагиб) орбите у односу на раван еклиптике 2,886 степени, а орбитални период износи 1798,622 дана (4,924 године).
Апсолутна магнитуда астероида је 9,89 а геометријски албедо 0,271.
Астероид је откривен 26. маја 1932. године.